# 김정민 (1977년)
김정민(1977년 2월 28일 ~ )은 대한민국의 배우이다. 1995년 MBC TV 프로그램 《테마게임》에서 첫 데뷔한 그의 대표작은 드라마 《카이스트》, 《야인시대》 등이 있다.

## 학력
- 서울자양초등학교
- 광양중학교
- 분당고등학교
- 연세대학교 전산학과 중퇴
- 단국대학교 연극영화학과 학사

## 출연작

### 드라마
| 연도 | 방송사 | 제목                                     | 역할        | 비고 |
| ---- | ------ | ---------------------------------------- | ----------- | ---- |
| 1995 | KBS2   | 바람의 아들                              |             |      |
| 1995 | MBC    | 테마게임                                 |             |      |
| 1996 | KBS2   | 바람의 아들                              |             |      |
| 1996 | SBS    | 8월의 신부                               | 신부        |      |
| 1996 | SBS    | 좋은 친구들                              | 하숙생      |      |
| 1996 | MBC    | 아이싱                                   |             |      |
| 1996 | KBS2   | 스타트                                   | 김민        |      |
| 1996 | MBC    | 남자 셋 여자 셋                          | 김정민      |      |
| 1997 | MBC    | 세 번째 남자                             | 차호태      |      |
| 1997 | MBC    | 전원일기                                 | 소정구      |      |
| 1997 | MBC    | 베스트극장 - 내가 사랑한 마법사          |             |      |
| 1998 | KBS1   | 살다보면                                 | 최장수      |      |
| 1998 | SBS    | 사랑해 사랑해                            | 이승민      |      |
| 1998 | KBS2   | 종이학                                   | 상후        |      |
| 1998 | MBC    | 여자 대 여자                             | 선일승      |      |
| 1998 | MBC    | 해바라기                                 |             |      |
| 1998 | MBC    | 아니 벌써                                | 공장욱      |      |
| 1999 | SBS    | 카이스트                                 | 정진수      |      |
| 2000 | SBS    | 덕이                                     | 석만        |      |
| 2000 | MBC    | 황금시대                                 |             |      |
| 2001 | SBS    | 아버지와 아들                            |             |      |
| 2002 | MBC    | 내 이름은 공주                           | 오경호      |      |
| 2002 | KBS2   | 결혼합시다                               | 문승준      |      |
| 2002 | SBS    | 야인시대                                 | 청년 정진영 |      |
| 2002 | SBS    | 오렌지                                   |             |      |
| 2003 | KBS2   | 결혼이야기 - 비행소녀와 함께 계란을 먹다 |             |      |
| 2004 | OCN    | 삼일천하                                 |             |      |

### 영화
- 2010년 《레드》 - 렉스 역
- 2004년 《풀밭위의 식사》 - 풀밭 역

### 예능
- 2007년 SBS 《심리극장 천인야화》
- 2005년 KBS 《문학동행》
- 2000년 Mnet 《비디오 타임머신》
- 1999년 SBS AM 《PC통신》
- 1998년 인천방송 《붐붐 체감가요쇼》
- 1997년 MBC 《쇼 토요특급》
- 1997년 EBS 《인터넷 정보사냥 김정민과 함께하는 환상여행》
- 1996년 KMTV 《동방특급》

### 연극
- 2011년 《애너벨 리》 - 두호 역

### 라디오 프로그램
- 2016년 EBS FM 《EBS 책 읽는 라디오 낭독 시리즈》 ... 낭독자

## CF
- LG전자 싸이언컬러폴더

## M/V
- 1997년 베이비복스 - 머리하는 날
- 김조한 - 그때로 돌아가는게
- 김현주 - 지금 모습처럼
- 이기찬 - 사랑도 이별도

## 기타 활동
- 2005년 대구경북지방병무청 병무홍보대사